# Cordova (Carolina del Norte)
Cordova es un lugar designado por el censo ubicado en el condado de Richmond en el estado estadounidense de Carolina del Norte. Es sede del condado de Richmond. La localidad en el año 2010, tenía una población de 1.775 habitantes .

## Geografía
Cordova se encuentra ubicado en las coordenadas 34°54′40.78″N 79°48′49.65″O / 34.9113278, -79.8137917. 